# Senlecques
Senlecques is een gemeente in het Franse departement Pas-de-Calais (regio Hauts-de-France) en telt 199 inwoners (1999). De plaats maakt deel uit van het arrondissement Boulogne-sur-Mer.
Tot de 13e eeuw werd de naam van het dorp op zijn Vlaams Senleke geschreven.

## Geografie
De oppervlakte van Senlecques bedraagt 2,0 km², de bevolkingsdichtheid is 99,5 inwoners per km².
De onderstaande kaart toont de ligging van Senlecques met de belangrijkste infrastructuur en aangrenzende gemeenten.

## Demografie
Onderstaande figuur toont het verloop van het inwonertal (bron: INSEE-tellingen).